# Ziemomyśl A
Ziemomyśl A (niem. Schönwerder) – osada w Polsce położona w województwie zachodniopomorskim, w powiecie stargardzkim, w gminie Dolice, położona 8 km na południowy wschód od Dolic (siedziby gminy) i 26 km na południowy wschód od Stargardu (siedziby powiatu). 
Niewielka wieś o średniowiecznym rodowodzie, położona wśród rozległych połaci leśnych w połowie odległości między Dolicami i Choszcznem. W czasach słowiańskich nosiła nazwę Ostrów. Z zabytkowej zabudowy zachowały się jedynie: ruina XIII wiecznego (1250 r.) kościoła, dawny cmentarz i XIX wieczny park pałacowy, krajobrazowy, pozostałość po  pałacu o powierzchni 14 ha. Tereny wczasowo-wypoczynkowe z dogodnymi warunkami do uprawiania wędkarstwa. W celu zachowania szczególnych walorów przyrodniczych w pobliżu miejscowości utworzono w 1997 r. dwa użytki ekologiczne: Czapliniec (9,89 ha) oraz Gęsie bagno (21,0 ha). Znajdują się tam lęgowiska i żerowiska oraz miejsca odpoczynku w czasie przelotu, licznego ptactwa m.in. czapli siwej, gęsi gęgawy, czajki, żurawia i kaczki.
W latach 1975–1998 miejscowość administracyjnie należała do województwa szczecińskiego.
Zobacz też: Ziemomyśl B